# Мохито
Мохи́то (исп. mojito) — алкогольный коктейль на основе светлого рома и листьев мяты. Происходит с острова Куба, стал популярен в США в 1980-х. Коктейль входит в список «современной классики» международной ассоциации барменов (IBA) и классифицируется как лонг дринк.
Мохито традиционно состоит из четырёх ингредиентов: газированная вода, сахар, лайм и мята. Для охлаждения напитка в него добавляют колотый лёд. В алкогольный мохито добавляют пятый ингредиент — ром. В последнее время[когда?] для ускорения приготовления коктейля вместо отдельных газировки и сахара используют различные сладкие напитки типа «Спрайт». В некоторых отелях Гаваны в мохито добавляют также ангостуру.
В мохито комбинация сладкого и освежающего цитруса с мятой, которые, возможно, добавлялись в ром, чтобы «замаскировать» крепость последнего, сделала этот коктейль одним из самых популярных летних напитков.

## История
Авторство предшественника мохито, коктейля «Драк» (Draquecito), приписывают английскому пирату Фрэнсису Дрейку (по прозвищу Еl Draque, Дракон). Тогда, в XVI веке, мяту и лайм в ром добавляли по двум причинам — они служили профилактикой болезней и заглушали плохой вкус некачественного рома.
Существует несколько версий появления мохито, самый ранний дошедший до наших дней рецепт мохито записан в барменском справочнике гаванского бара Sloppy Joe’s Bar в 1931 году.
О происхождении названия «мохито» есть несколько версий. Одна гласит, что слово происходит от исп. Mojo (мохо, mojito — уменьшительно) — соус мохо, распространённый на Кубе и Канарах, обычно в него входят чеснок, перец чили, паприка, лимонный сок, кориандр или тмин, шафран или цветки сафлора, зелень, томат, вода.
Другая версия утверждает, что мохито — это изменённое «мохадито» (исп. Mojadito, уменьш. от mojado), что значит «слегка влажный».
Существует распространённое мнение, что мохито входил в число любимых коктейлей Эрнеста Хемингуэя, в частности, в гаванском ресторане La Bodegita del Medio хранится в рамке автограф писателя со словами: «Мой дайкири в Флоридите, мой мохито в Бодегите». Филип Грин, в своей книге о любимых коктейлях Хемингуэя, выражает сомнение в том, что мохито был одним из любимых напитков писателя. Он полагает, что для Хемингуэя, страдавшего сахарным диабетом, такой напиток был бы слишком сладким, а историк Брюстер Чемберлин с помощью почерковедческой экспертизы установил, что надпись в ресторане La Bodegita del Medio является подделкой.

## Состав
Рецепт коктейля по IBA
- 45 мл светлого рома;
- 6 веток перечной мяты;
- 20 мл свежевыжатого сока лайма;
- 2 чайные ложки белого сахара;
- газированная вода.

Листья мяты разминаются с сахаром и соком лайма, наполняют стакан дроблёным льдом, перемешивают, добавляют ром и содовую.
Коктейль подается в бокале хайбол (высокий стакан) с соломинкой, украшается долькой лайма и листками мяты.

## Вариации
В Перу есть разновидности мохито, которые готовятся с добавлением фруктов, таких как грейпфрут, называемый «Mojito de toronja», или с маракуйей, называемый «Mojito de maracuyá». Их подают во многих ресторанах, и эти добавленные ингредиенты улучшают коктейль и его оригинальный вкус. Некоторые другие фрукты входят в состав других рецептов мохито: груша, малина и апельсин.
Клубничный мохито включает в себя смешанную клубнику; в дальнейшем светлый ром заменяется джином, а сок лайма — лимонным соком, а также добавляется тоник.